# 東方之珠 (羅大佑歌曲)
《東方之珠》，羅大佑作曲的歌曲，題材是香港主權移交前的香港。有粵、國語兩版，粵語版在1986年推出，由關正傑演唱、鄭國江填詞、楊雲驃編曲，收錄於專輯《啟示》；國語版在1991年首次推出，由羅大佑演唱、填詞，並與花比傲共同編曲，收錄於專輯《皇后大道東》。

## 背景
1984年年底，中國和英國簽訂了《中英聯合聲明》，不少香港人對1997年回歸後的香港的前景表示憂慮，從而開始了長達數年的移民風潮，《東方之珠》就是在這個背景下創作的。羅大佑有意把東西方的音樂特質混合，體現香港華洋雜處的特點，於是以中國五聲音階譜寫主歌，副歌則運用了西方樂理中和弦分解的寫法。歌詞有國粵語版，創作先後有兩種說法：一說為1986年夏，鄭國江受唱片公司邀請，把已有的國語詞改編為粵語版，收錄於7月發行的專輯《啟示》裡；一說為羅大佑1986年來港定居兩個月後，至1987年初國語詞才誕生。根據1986年關正傑《啓示》專輯的廣告內容，明確寫出《東方之珠》是關正傑誠邀台灣著名創作歌手羅大佑 (繼《明天會更好》後)，作出一首直擊港人心態嘅好歌。
1988年，羅大佑在亞洲電視六週年台慶演唱重新填詞的國語版。1991年，此版（指歌詞一樣）收錄於羅大佑的專輯《皇后大道東》中，作為專輯的最後一首。

## 國粵兩版差異
鄭國江的詞回顧香港過去百年所經歷的滄桑，並期盼香港未來更加輝煌，語調積極樂觀。
相較於其他以香港為題材的歌（如羅文的《獅子山下》、陳美齡的《香港香港》），在台灣土生土長的羅大佑以外來人的角度書寫。樂評人黃夏柏指其語調冷靜和疏離，內容抽象而有解讀的空間。另一樂評人方國鴻形容詞曲「嚴肅凝重」。文化評論人潘國森則認為「鄭詞平實而羅詞虛浮」。
兩版編曲最大的差異是後者加入了軍鼓，以及緩起、急升然後剎停的全新間奏。
樂評人Muzikland指粵語版是當時電台著力推介的主打曲，但反響卻不如多年後推出的國語版。

## 其他版本
- 1991年：跟專輯《皇后大道東》一樣的版本，由李宗盛、陳淑樺、周華健、潘越雲、娃娃、趙傳演唱，收錄於專輯《東方之珠I 來自你，來自我，來自他》。
- 1997年：為迎接香港回歸，中國大陆歌手那英與香港歌手劉德華共同翻唱了這首歌。

## 外部連結
- 理工大學《鄭國江詞作手稿特藏》的手稿。 （页面存档备份，存于）